# Castagnède (Pirenéus Atlânticos)
Castagnède é uma comuna francesa na região administrativa da Nova Aquitânia, no departamento dos Pirenéus Atlânticos. Estende-se por uma área de 8,48 km². Em 2010 a comuna tinha 206 habitantes (densidade: 24,3 hab./km²).